# Primałkinskoje
Primałkinskoje (ros. Прималкинское) – wieś w Rosji, w Kabardo-Bałkarii, w rejonie prochładnieńskim. W 2010 liczyła 4636 mieszkańców.